# معركة الحوطة 2010
هاجم عدد من المسلحين في 20 سبتمبر قرية الحوطة وسيطروا عليها والتي تقع في جنوب اليمن، مما دفع الجيش للقتال معهم  ، وحدث هذا اثناء زيارة مستشار أمريكي في مكافحة الإرهاب يدعى جون برينان إلى اليمن، والذي بحث التعاون في الحرب ضد تنظيم القاعدة طبقاً لتصريح البيت الأبيض. والتقى خلالها الرئيس اليمنى على عبد الله صالح وسلمه رسالة من أوباما معربا عن دعم الولايات المتحدة لليمن، وقال مايك هامر المتحدث باسم «مجلس الأمن القومي» في بيان له أن «الرئيس صالح والسيد برينان ناقشا التعاون ضد التهديد المستمر للقاعدة ونقل السيد برينان تعازي الولايات المتحدة للشعب اليمنى للخسارة من ضباط الأمن اليمنى والمواطنين الذين قتلوا في الهجمات الأخيرة للقاعدة».
وقيل انه تم استخدام المواطنين كدروع بشرية في الاشتباك الثاني الرئيسي بين مقاتلي القاعدة المحاصرين في الحوطة وقوات الجيش في الأسابيع الأخيرة. ووفقا لمسؤولين يمنيين أن «عناصر القاعدة تمنع السكان من مغادرة الحوطة، لاستخدامهم كدروع بشرية».

## المعركة
دمر الجيش اليمنى خمسة منازل يشتبه في انها تستخدم لإخفاء نشطاء القاعدة في 22 سبتمبر ودخل الحصار المفروض على القرية يومه الثاني، ونفي المسؤولون تقارير تقول أن الولايات المتحدة قتلت ولد أنور العولقي. في وقت سابق في نفس اليوم أبلغت موقع إلكتروني غير رسمية يديرها معارضين أن الحكومة قد حاصرت العولقي. ومع ذلك نفي رئيس البلدية في المنطقة ومسؤولي الأمن أنه كان في المنطقة الواقعة تحت الحصار. ورفض الجيش اليمنى رفض التعليق على العملية. وذكر موقع إخباري في وقت لاحق أن قوات الأمن قد حاصرت مجموعة من زعماء القاعدة المشتبه فيهم في قرية جنوب اليمن، ربما بما في ذلك نجل أنور العولقي. وصد مسلحي القاعدة محاولات متكررة من قبل القوات الحكومية التي تدعمها الدبابات والمدفعية الثقيلة لاستعادة السيطرة المدينة المحاصرة. وقال مسؤول عسكري أن المسلحين استخدموا نيران القناصة والألغام الأرضية لإبقاء الجنود خارج المنطقة، مما اضطر الجيش تغيير أساليبها. وحاولت القوات اليمنية إرسال طائرات هليكوبتر إلى القرية ولكنها قوبلت بمقاومة شرسة، قال اثنان من سكان القرية أن أربعة جنود أصيبوا بجروح ونقلوا بعيداً في سيارات إسعاف. وفي محاولة أخرى اصيب ستة جنود بجروح برصاص القناصة في ضواحي المدينة، وأكد مسؤولون طبيون أن تسعة جنود يعالجون في مستشفى في المنطقة.
و انتهى الحصار على قرية الحوطة في 24 سبتمبر بعد أن سيطرت قوات الأمن على البلدة في محافظة شبوة الجنوبية.